# KDStV Ferdinandea (Prag) Heidelberg
Die Katholische Deutsche Studentenverbindung Ferdinandea-Prag zu Heidelberg ist eine 1886 in Prag gegründete katholische, nicht schlagende, farbentragende Studentenverbindung. Sie gehört dem Cartellverband der katholischen deutschen Studentenverbindungen (CV) an und ist seit der Übersiedlung nach Heidelberg 1953 nach der KDStV Arminia Heidelberg die zweite CV-Verbindung am Ort.

## Geschichte

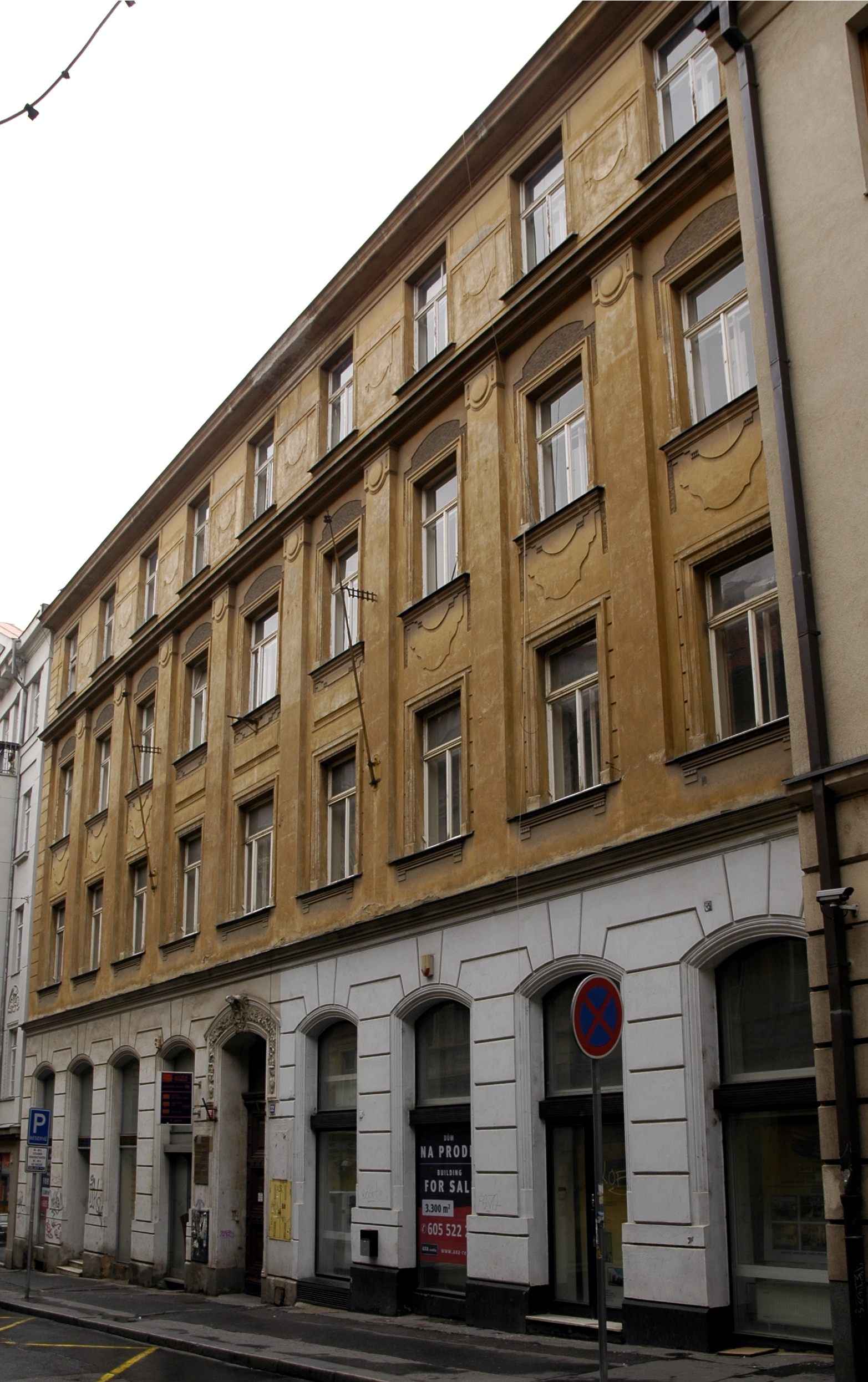
Das erste Haus der Ferdinandea in der Smetschkagasse 22 in Prag

### Gründung und Beitritt zum CV
Die Verbindung wurde am 27. März 1886 zunächst als ein „Katholischer Verein Deutscher Studenten“ an der Karl-Ferdinands-Universität in Prag gegründet. Nach einigen formalen Änderungen entstand daraus die farbentragende Katholische Deutsche Studentenverbindung (KDStV) Ferdinandea Prag, benannt nach den Kaisern Ferdinand II und Ferdinand III. Die Verbindung erfreute sich schnell großer Beliebtheit bei den Studenten, wie auch bei den katholischen deutschen Bürgern der Stadt, was unter anderem durch viele Ehrenmitgliedschaften von Professoren und Politikern zum Ausdruck kam.
Im Sommer 1889 gründeten die katholischen österreichischen Studentenverbindungen Ferdinandea Prag, Austria Wien und Carolina Graz den „Cartellverband der katholischen Studentenkorporationen der österreichischen Hochschulen“ mit dem Ziel, auch weitere katholische Studentenverbindungen aus Österreich als Mitglieder zu werben. Dies war, laut der katholischen Presse, „eine Etappe nach vorwärts in der geschlossenen Organisierung kampffähiger intelligenter Streiter für Glaube, Recht und Wahrheit.“ Norica Wien und Austria Innsbruck waren dafür aber nicht zu gewinnen, da sie im CV bleiben wollten.
Zu einer Tradition entwickelte sich auch die Teilnahme an den jährlichen nordböhmischen Katholikentagen, auf denen „die katholischen Verbindungsstudenten Aufnahme, Wohlwollen und freundliches Entgegenkommen in allen Kreisen der katholisch gesinnten Bevölkerung fanden“.
Als 1896 das Ziel des österreichischen Cartellverbandes, alle katholischen Studentenverbindungen der k. und k. Monarchie in einem Dachverband zu vereinen, nach wie vor in weiter Ferne lag und die Ferdinandea zunehmend mehr Kontakt zu Mitgliedern des deutschen CV hatte, erfolgte der Austritt aus dem ÖCV verbunden mit dem gleichzeitigen Eintritt in den deutschen Cartellverband.

### Von der Badenikrise bis zum Ersten Weltkrieg
Im Rahmen der Badeni’schen Sprachverordnung kam es 1897 zu starken Unruhen in Prag. Die aufgebrachte tschechische Bevölkerung fühlte sich durch das Farbentragen der deutschen korporierten Studenten provoziert und beleidigte diese in der Öffentlichkeit. Teilweise kam es auch zu physischen Ausschreitungen, die nur durch Polizei- und Militäreinsatz unter Kontrolle gehalten werden konnten. Die Studenten ihrerseits sahen das Farbentragen als ihr ureigenstes Recht an und reagierten auf ein Verbot desselbigen mit Protesten und Streiks. Nachdem Badeni zurückgetreten war und die Nationalitätenverordnung aufgehoben wurde, beruhigte sich die Lage scheinbar und der Universitätsbetrieb konnte wieder aufgenommen werden.
Im Jahr 1898 konnte die erste Fahne erworben werden, gleichzeitig hatte die Ferdinandea aber mit starken Nachwuchsproblemen zu kämpfen. Als Kuriosum ist hier ein Treffen des Seniors und Conseniors der Ferdinandea mit dem berühmten Schriftsteller Karl May zu erwähnen.
Erst 1903 konnte der sinkenden Mitgliederzahl wieder wirksam entgegengearbeitet werden, unter anderem auch durch die tatkräftige Werbung des von der Austria Innsbruck gekommenen Richard Wollek. Zeitgleich damit erfolgte der Erwerb einer eigenen „Bude“ (Studentenwohnung) in der Nähe des Prager Wenzelsplatzes, in der die Ferdinanden fortan ihre Veranstaltungen abhielten. Nachdem zwischenzeitlich bereits die Befürchtung im Raum gestanden hatte, man sei gezwungen die Verbindung aus Mangel an Mitgliedern auflösen, hatten sich die Zahlen zu Beginn des neuen Jahrhunderts so erfreulich entwickelt, dass man im Wintersemester 1904/05 eine Tochterverbindung, die KDStV Vandalia Prag gründen konnte. Die weiterhin schnell steigenden Mitgliederzahlen führten dazu, dass die Vandalia schon zwei Jahre nach ihrer Gründung ihrerseits eine Tochterverbindung, die heutige KaV Saxo-Bavaria Prag in Wien gründete.
Im Rahmen des 60-jährigen Thronjubiläums des österreichischen Kaisers Franz Josephs I kam es 1908 in Prag erneut zu schweren Ausschreitungen, die zeigten, dass die nach der Badeni-Krise scheinbar überwundenen Feindseligkeiten zwischen deutschen und tschechischen Studenten keinesfalls vorbei waren.
Bei dem Bestreben, in Prag ein katholisches Akademikerhaus mit Wohnräumen für die deutschen Studenten zu bauen, konnte sich der aus „Ferdinandea“, „Vandalia“ und „Saxo-Bavaria“ bestehende Prager Cartellverband auch über eine Spende von Papst Pius X. freuen, nämliche eine „prachtvolle, in Gold gestickte Kassette mit einem in Gold und Silber gefaßten Rosenkranz aus echten Perlen‘“ Auch der Prager Erzbischof und Kardinal, Leo Skrbensky, sowie die Theologie-Professoren Eduard Eichmann, Karl Hilgenreiner und August Naegle erwiesen sich immer wieder als Freunde und Gönner der Ferdinandea und nahmen an vielen ihrer Veranstaltungen teil.

### Weimarer Republik und Drittes Reich
Der Erste Weltkrieg hatte auch unter den Mitgliedern der Ferdinandea viele Opfer gefordert und erst langsam stellte sich im Wintersemester 1918/19 wieder ein Normalzustand her. Dieser wurde jedoch alsbald erneut gestört, da die Feindseligkeiten zwischen Deutschen und Tschechen mit dem Zerfall von Österreich-Ungarn und der Gründung der Tschechoslowakei nach dem Krieg stark zunahmen. Speziell die zweigeteilte Universität war ein Hauptschauplatz dieses Konflikts, was sich unter anderem im sogenannten Insignienstreit widerspiegelte. Um ihrer Verbundenheit mit den Prager CV-Verbindungen Ausdruck zu verleihen, übernahm die KDStV Aenania München daher 1925 die Patenschaft der Ferdinandea.
Zusätzlich zu diesen politischen Krisen gab es zwischen den Jahren 1924 und 1927 starke interne Unruhen unter den Ferdinanden. Erst Ende der 1920er kam es noch einmal zu einer kurzen Blütezeit des katholischen Verbindungslebens in Prag. Der inzwischen auf vier Verbindungen angewachsene Prager Cartellverband (1922 wurde die KDStV Nordgau-Prag (Stuttgart) zu Koblenz Mitglied im CV) feierte 1930 seinen jährlichen Weihnachtskommers, der von der „Deutschen Presse“ als „eines der markantesten Ereignisse der Prager deutschen Gesellschaft seit Jahren“ gefeiert wurde.
Noch 1932 wurde mit starker finanzieller Unterstützung des reichsdeutschen CV ein Prager CV-Haus für die vier katholischen Verbindungen (Ferdinandea, Vandalia, Saxo-Bavaria, Nordgau) erworben. Doch schon 1933 begannen die sudetendeutschen CV-Verbindungen sich von dem Prozess der Gleichschaltung unterworfenen CV im deutschen Reich abzuspalten und am 15. April 1934 kam es offiziell zur Gründung des Sudetendeutschen Cartellverbands der farbentragenden katholischen deutschen Studentenverbindungen (SCV). Ferdinandea sah keinen Sinn in dieser Organisation und erklärte daher ihren Austritt aus dem Prager und dem Sudetendeutschen Cartellverband. 1936 trat sie schließlich doch noch dem SCV bei, sah sich aber schon drei Jahre später gezwungen, mit einer Selbstauflösung der Zwangsauflösung durch das nationalsozialistische Regime zuvorzukommen.

### Wiederbegründung in Bamberg
Nachdem im Zweiten Weltkrieg 16 Ferdinanden ihr Leben gelassen hatten und nahezu alle Sudetendeutschen aus der damaligen Tschechoslowakei vertrieben wurden, war man bemüht die verstreuten Mitglieder wiederzufinden und den Kontakt wiederherzustellen. Am 2. Mai 1950 wurde Ferdinandea in Bamberg wiederbegründet. Die KDStV Fredericia Bamberg stellte eine Zahl von Burschen zur Verfügung, die das Wiederaufleben der Aktivitas ermöglichte. Innerhalb der nächsten zwei Jahre stellte sich jedoch heraus, dass die bayerische Landesregierung die Philosophisch-Theologische Hochschule Bamberg nicht in absehbarer Zeit in eine Volluniversität umwandeln würde (tatsächlich geschah dies erst 1972), so dass sich Ferdinandea auf die Suche nach einer neuen Heimat machen musste.

### Umzug nach Heidelberg

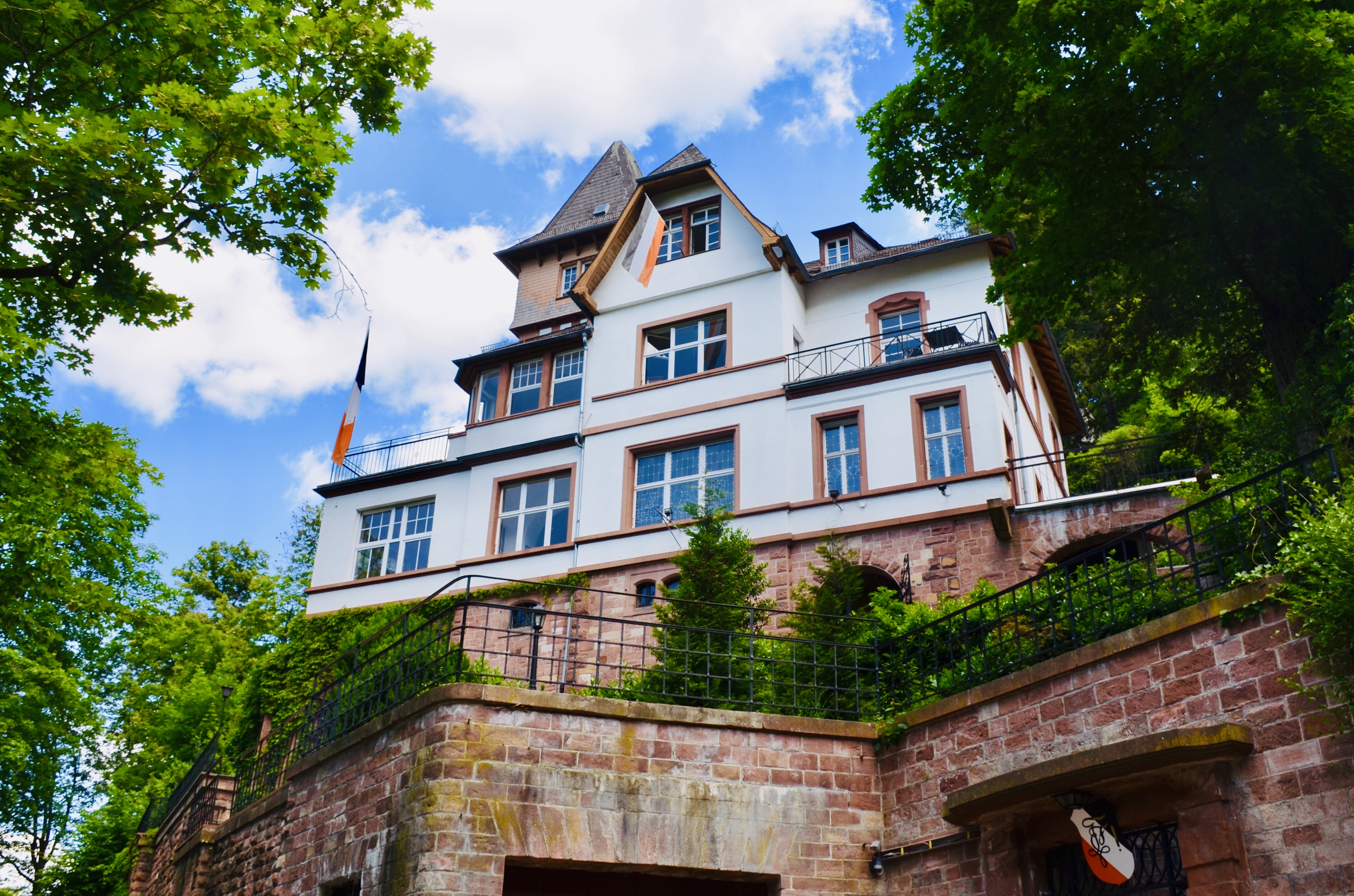
Das Ferdinandenhaus am Graimbergweg 4 (Sommersemester 2020)

1953 erfolgte der Abschied aus Bamberg und der Umzug nach Heidelberg, wobei man die ersten Jahre lediglich über wechselnde Stammlokale und einen Kleiderschrank im Kolpinghaus (heute "Haus der Begegnung", Merianstraße 1) verfügte. 1958 erfolgte der Erwerb des eigenen Verbindungshauses am Graimbergweg 4. Die 1902 durch einen ortsansässigen Architekten im Landhausstil errichtete Villa war in der Zwischenkriegszeit von Matthias Pier bewohnt worden und stand nach Beschlagnahmung und Zwischennutzung durch die Alliierten zum Verkauf ausgeschrieben, wobei Ferdinandea für 115.000 DM den Zuschlag erhielt. Durch diese Maßnahme war der Aktivenbetrieb gesichert und die Verbindung konnte sich nach der KDStV Arminia Heidelberg als zweite CV-Verbindung in Heidelberg etablieren. 1960 übernahm die Ferdinandea-Prag zu Heidelberg anlässlich der 75. Cartellversammlung erstmals den CV-Vorort.
Im Rahmen der Studentenbewegungen der späten 1960er Jahre gab es auch bei der Ferdinandea kritische Stimmen, die sich unter anderem dafür einsetzten, das Katholizitätsprinzip zu kippen, jedoch ohne Erfolg. In den darauf folgenden Jahren gab es mehrfach heftige Debatten über die Zukunft der Verbindung, erst 1980 kehrte wieder Alltag ein.
1984 unterstützte Ferdinandea die Wiederbegründung der KDStV Elbmark Tetschen-Liebwerd zu Duisburg, mehrere Alte Herren der Ferdinandea nahmen dabei das Band der Elbmark an und wurden zu deren Bandphilistern. 1986 wurde das 100-jährige Stiftungsfest gefeiert, zu diesem Anlass wurde auch eine Chronik zur Geschichte der Ferdinandea herausgegeben. 1991 übernahm die Ferdinandea erneut den CV-Vorort, diesmal zusammen mit der KDStV Churpfalz Mannheim.
Im Jahr 2011 wurde das 125-jährige Stiftungsfest gefeiert.
2015 hat die KDStV Ferdinandea Prag zusammen mit der KDStV Churpfalz Mannheim und der KDStV Arminia Heidelberg erneut den Vorort des CV übernommen.
Am 12. Mai 2019 wurde der Heilige Johannes Nepomuk durch den emeritierten Freiburger Erzbischof Robert Zollitsch zum Schutzpatron der Verbindung erhoben.

## Wappen und Zirkel

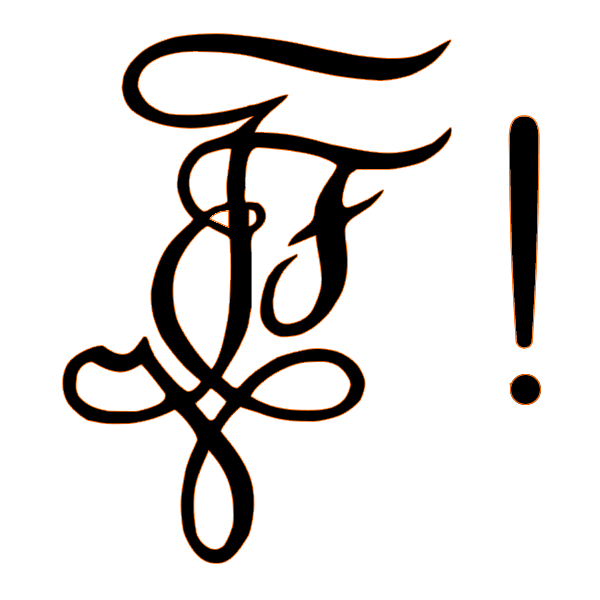
Zirkel der Ferdinandea

Das Ferdinandenwappen wird durch ein Tatzenkreuz in vier Bereiche aufgeteilt, welche die vier Prinzipien der Verbindung symbolisieren:
- Die Schlüssel Petri als Symbol für das Prinzip religio (Religion): links oben
- Die vier Sterne, die für die vier Grundstudiengänge (Theologie, Jura, Medizin, darüber die Philosophie) stehen für das Prinzip scientia (Wissenschaft): links unten
- Die drei Eicheln mit Blättern für das Prinzip patria (Vaterland): rechts oben
- Die Rose als Symbol der Liebe und somit im weitesten Sinn der Freundschaft für amicitia (Freundschaft): rechts unten

Der Zirkel der Ferdinandea besteht aus den stilisierten Buchstaben „V“, „C“ und „F“ (vivat, crescat, floreat - lebe, wachse und gedeihe), sowie einem weiteren „F“ für den Verbindungsnamen, „Ferdinandea“.
Das Linke der drei kleinen Schleifchen im unteren Teil des Zirkels hat einen charakteristischen Knick, das sogenannte „Prager Eck“, das an den scharfen Bogen, den die Moldau in Prag macht, erinnert. Das Ausrufezeichen hinter dem Zirkel bezeugt, dass die Ferdinandea eine aktive Studentenschaft hat, die die Ziele der Verbindung lebt.
Die offizielle Abkürzung der Ferdinandea lautet „Fd!“.

## Couleur und Wahlspruch

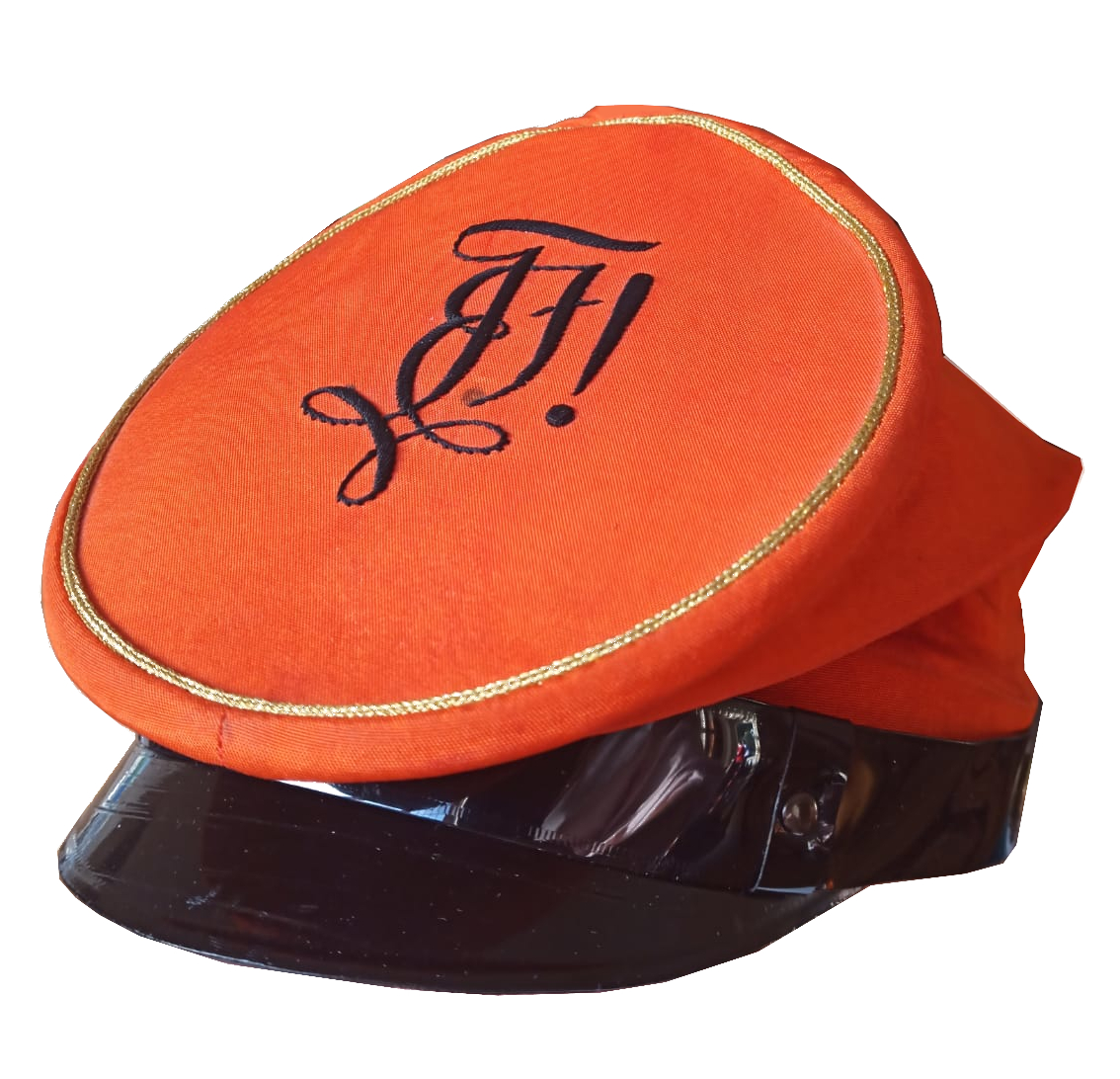
Der für die Ferdinanden übliche Stürmer in oranger Seide.

Die Verbindung trägt die Farben Schwarz-Weiß-Orange, mit goldener Perkussion, die Farben des Fuxenbandes sind Orange-Weiß-Orange. Die Farben deuten zum einen auf die reichsdeutschen Farben Schwarz-Weiß-Rot (Burschenfarben), sowie die Flagge der österreichischen k. und k. Monarchie, Rot-Weiß-Rot (Fuchsenfarben) hin, zum anderen symbolisiert das Orange, das mit dem heraldischen Gold gleichzusetzen ist, aber auch die Verbundenheit mit dem Vatikan, dessen Flagge weiß-gold ist. Burschen tragen seit den Prager Tagen zum Burschenband auch eine schwarze Samtmütze nach dem historischen Vorbild der KÖStV Austria Wien, im Sommersemester ist das Tragen eines Stürmers in oranger Seide üblich.
Der Wahlspruch der Ferdinandea lautet: Fides est vita et scientiarum!, was „Der Glaube ist das Leben, auch (das) der Wissenschaft!“ bedeutet.

## Bekannte Mitglieder
- Georg Lienbacher (1822–1896), Politiker, (Ehrenmitglied)
- Otto Willmann (1839–1920), Philosoph, Pädagoge und Professor an der Prager Karl-Ferdinands-Universität, (Ehrenmitglied)
- Albert Geßmann (1842–1920), Minister und Mitbegründer der Christlichsozialen Partei Österreichs.(Ehrenmitglied)
- Felix Porsch (1853–1930), Jurist und Politiker der Zentrumspartei, (Ehrenmitglied)
- Josef Rieber (1862–1934), Priester, Orientalist, Kirchenrechtler und Hochschullehrer
- Josef Böhr (1862–1944), tschechischer Politiker (Ehrenmitglied), Vorsitzender der Christlichsozialen Volkspartei der Tschechoslowakei
- Anton Schott (1866–1945), Schriftsteller
- Josef Gross (1866–1931), Bischof von Leitmeritz
- Karl Hilgenreiner (1867–1948), katholischer Moraltheologe, Politiker und Professor, (Ehrenmitglied)
- Friedrich Pesendorfer (1867–1935), Schriftsteller, Weltpriester (Ehrenmitglied)
- August Naegle (1869–1932), katholischer Theologe, Professor und Rektor der Karl-Ferdinands-Universität Prag, (Ehrenmitglied)
- Friedrich Heinrich Vering, deutscher Jurist
- Armin Tschermak-Seysenegg (1870–1952), österreichischer Physiologe (Ehrenmitglied)
- Eduard Eichmann (1870–1946), Kirchenrechtler
- Richard Wollek (1874–1940), Politiker
- Otto Ender (1876–1960), österreichischer Bundeskanzler und Landeshauptmann von Vorarlberg
- Michael Stark (1876–1953), Universitätsprofessor, Geologe (Ehrenmitglied)
- Johannes Nepomuk Remiger, (1879–1959), letzter deutscher Weihbischof in Prag (Ehrenmitglied)
- Josef Bick (1880–1952), Philologe, Generaldirektor der Österreichischen Nationalbibliothek
- Emil Bobek (1883–1945), tschechoslowakischer Abgeordneter (Ehrenmitglied)[10]
- Anton von Mörl zu Pfalzen und Sichelburg (1883–1958), österreichischer Jurist und Hofrat, KZ-Insasse (KZ Flossenbürg und KZ Dachau)
- Josef Nadler (1884–1963), Universitätsprofessor, Germanist (aufgrund von Mitgliedschaft in der NSDAP nach dem Krieg ausgeschlossen)
- Hans Karl Zeßner-Spitzenberg (1885–1938), Jurist, Professor und NS-Opfer
- Adolf Enge (1885–1952), Rechtsanwalt und Politiker
- Emmerich Czermak (1885–1965), Nationalratsabgeordneter (Ehrenmitglied)
- Arthur Ehrlich (1889–1945), Gymnasialprofessor und Märtyrer (KZ Mauthausen)
- Ludwig Kirsch (1891–1950), römisch-katholischer Pfarrer, KZ-Insasse (KZ Sachsenburg), Antifaschist
- Hugo Hantsch (1895–1972), Benediktinermönch, römisch-katholischer Pfarrer, Universitätsprofessor und Historiker
- Hans Schütz (1901–1982), sudetendeutscher Politiker (DCSV, CSU), Bundestagsabgeordneter, (Ehrenmitglied)
- Hans Drachsler (1916–1996), Abgeordneter im Bundestag und bayerischen Landtag
- Franz Wilflingseder (1922–1985), Historiker, wirkte an der Chronik der Verbindung mit (Ehrenmitglied)
- Karl Heinz Ritschel (1930–2019), österreichischer Journalist und Publizist, Chefredakteur der Salzburger Nachrichten (1965–1995)
- Gerhard Pieschl (* 1934), emeritierter Weihbischof im Bistum Limburg (Ehrenmitglied)
- Robert Zollitsch (* 1938), Erzbischof von Freiburg und Vorsitzender der Deutschen Bischofskonferenz, (Ehrenmitglied)
- Peter Ferdinand Krause (* 1940), österreichischer Studentenhistoriker und Verwaltungsbeamter
- Paul Kirchhof (* 1943), Verfassungs- und Steuerrechtler, Professor der Universität Heidelberg, (Ehrenmitglied)
- Michael Wollenschläger (1946–2008), Arbeits- und Sozialrechtler
- Michael Sieber (* 1947), Politiker
- Ferdinand Kirchhof (* 1950), Jurist, Rechtswissenschaftler und Vizepräsident des Bundesverfassungsgerichts
- Willi Steul (* 1951), Intendant des Deutschlandradios
- Bernhard Eitel (* 1959), Geograph, Rektor der Universität Heidelberg
- Martin Kastler (* 1974), Politiker (CSU), Mitglied des Europäischen Parlaments (Ehrenmitglied)

## Freundschaftliche Verhältnisse zu anderen Studentenverbindungen
Die KDStV Ferdinandea-Prag unterhält zu einer Anzahl anderer katholischer Studentenverbindungen in Deutschland und Österreich ein besonderes Freundschaftsverhältnis:
- Die 1905 durch Ferdinanden gegründete KDStV Vandalia Prag zu München ist eine Tochterverbindung der Ferdinandea.
- Die 1907 durch die Vandalia gegründete KaV Saxo-Bavaria Prag in Wien ist somit die Enkelverbindung der Ferdinandea.
- Die 1921 gegründete KDStV Nordgau-Prag (Stuttgart) zu Koblenz wurde von Mitgliedern der Ferdinandea mitbegründet.
- Das Gründungsmitglied des CV, die KDStV Aenania München, ist seit 1925 die Patenverbindung der Ferdinandea.
- Die nach dem Zweiten Weltkrieg nicht mehr wiederbegründete KDStV Montana zu Pribram wurde ebenfalls durch Ferdinanden mitbegründet.
- Die KÖHV Nordgau Wien wurde nach dem Zweiten Weltkrieg kurzzeitig als „Ferdinandea“ wiederbegründet.
- Die KDStV Fredericia Bamberg stand 1950 bei der Wiederbegründung der Ferdinandea in Bamberg unterstützend zur Seite.
- Die KDStV Elbmark-Tetschen-Liebwerd zu Duisburg wurde 1984 unter Mithilfe der Ferdinandea wiederbegründet.

Der Aktivensenior der Ferdinandea trägt als Amtszeichen zusätzlich zu seinem eigenen Band auch die Bänder der befreundeten Verbindungen.